# イザベル・ドゥルジェイ
イザベル・ドゥルジェイ（カタルーニャ語：Isabel d'Urgell, 1048年ごろ - 1071年以降）は、アラゴン王サンチョ1世の最初の妃。

## 生涯
イザベルはウルジェイ伯エルメンゴル3世とその最初の妃アデライダ・デ・バザルーの娘である。
イザベルは、兄のエルメンゴル4世の遺言で名前が挙げられている。
1065年にアラゴン王サンチョ1世と結婚し、イザベルはアラゴン王妃となった。2人の間には1男ペドロ1世が生まれた。ペドロ1世は後に父の跡を継いでアラゴン王およびナバラ王となったが、1104年に嗣子なく死去した。1070年にイザベルとサンチョ1世は離婚した。イザベルは1071年にサルダーニャ伯ギリェルモ1世の2番目の妃となった可能性がある。